# Pavlína Jíšová a přátelé
Pavlína Jíšová a přátelé je česká folková hudební skupina založená v letech 2006–2007 zpěvačkou a kytaristkou Pavlínou Jíšovou a kytaristou Pavlem Malinou jako komornější nástupce předchozího uskupení Pavlíny Jíšové CS Band.

## Současné složení
- Pavlína Jíšová – kytara, zpěv
- Petra „Šany“ Šanclová – akustická a elektrická kytara, mandolína, zpěv
- Romana Tomášková – baskytara

### Bývalí členové
- Pavel Malina – kytara
- Jakub Racek – akustická a elektrická kytara, zpěv
- Pavel Peroutka – kontrabas, zpěv
- Adéla Jonášová (dcera Pavlíny Jíšové) – kytara, mandolína, irské flétny, klavír, zpěv

## Diskografie
- Andělé jsou s námi (2007)
- Blázen tančí dál (2009)
- To si piš (2011)